# Protajny
Protajny (niem. Prothainen) – osada w Polsce położona w województwie pomorskim, w powiecie sztumskim, w gminie Stary Dzierzgoń. Wieś wchodzi w skład sołectwa Folwark.
W latach 1975–1998 miejscowość administracyjnie należała do województwa elbląskiego.
Wieś wzmiankowana w dokumentach z 1296, jako wieś pruska na 10 włókach. Pierwotna nazwa – Protheyne wywodzi się z języka pruskiego. W 1782 we wsi odnotowano siedem domów, natomiast w 1858 w sześciu gospodarstwach domowych było 94 mieszkańców. W latach 1937–1939 było 198 mieszkańców. W 1973 jako majątek Protajny należały do powiatu morąskiego, gmina Stary Dzierzgoń, poczta Stare Miasto.
We wsi znajduje się parterowy dwór z początku XX w. otoczony pozostałościami parku, w pobliżu zabudowania folwarczne.